# فخر أباد (باغستان)
فخر أباد (بالفارسية: فخرآباد) هي قرية تقع في إيران في Baghestan Rural District. يقدر عدد سكانها بـ 1,074 نسمة .